# Deutsche Basketballnationalmannschaft (U-20-Junioren)
Die deutsche Basketballmannschaft der U20-Junioren repräsentiert die deutsche männliche Jugend bis 20 Jahre und nimmt im Auftrag des Deutschen Basketball Bundes (DBB) an internationalen Wettbewerben teil. Derzeit wird das Team von Alan Ibrahimagic trainiert, unterstützt von den Assistenten Marius Huth und Mario Dugandzic.

## Historie
Die deutsche U20-Basketballnationalmannschaft erzielte ihre besten Ergebnisse bei den U20-Europameisterschaften in den Jahren 2018 und 2019, bei denen sie jeweils den dritten Platz belegte. Die Europameisterschaft von 2018 fand in Chemnitz statt. Nach Siegen in der Gruppenphase gegen Israel, Griechenland und Rumänien erreichte das Team das Achtelfinale. Dort besiegte es souverän Island mit 77-63, wobei Kostja Mushidi der beste Werfer auf deutscher Seite war. Im Viertelfinale traf die Mannschaft auf die Türkei und konnte auch dieses Spiel erfolgreich gestalten, was den ungeschlagenen Einzug ins Halbfinale bedeutete. Dort unterlag sie jedoch Kroatien mit 61-69. Im Spiel um den dritten Platz traf Deutschland auf Frankreich. Angeführt von einem starken Filip Stanic, der 22 Punkte erzielte, gewann das Team das Spiel mit 80-71 und sicherte sich erstmals in dieser Altersklasse eine Medaille. Filip Stanic und Kostja Mushidi wurden ins Top-5-Team des Turniers gewählt.
Ein Jahr später waren vor allem die Jahrgänge 1999 und 2000 gefragt. Die U20-Europameisterschaft 2019 fand in den israelischen Städten Ramat Gan und Tel Aviv statt. Die Gruppengegner der DBB-Auswahl lauteten Lettland, Spanien und Kroatien. Das erste Gruppenspiel gegen Lettland konnte man deutlich mit 92-66 für sich entscheiden. Die Gruppenspiele zwei und drei gingen gegen Spanien und Kroatien verloren. Im Achtelfinale setzte man sich anschließend überraschend deutlich gegen die U-20-Auswahl von Griechenland mit 82-54 durch. Topscorer war Nils Hassfurther mit 21 Punkten. Im Viertelfinale der Europameisterschaft spielte die DBB-Auswahl gegen Großbritannien. Auch das Spiel konnte deutlich gewonnen werden. Das Ergebnis lautete 81-56, wobei Philipp Herkenhoff mit 20 Punkten der Topskorer war. Das darauffolgende Halbfinale gegen Spanien ging verloren, aber im Spiel um Platz drei schlug man erneut Frankreich, wobei Philipp Herkenhoff erneut der Topscorer war.
Weitere gute Ergebnisse erzielte das Team unter anderem bei den Europameisterschaften 2016, als es den vierten Platz belegte, sowie in den Jahren 2012 und 2011, als es jeweils den fünften Platz erreichte.

## Platzierungen bei A-Europameisterschaften
- 3. Platz: 2018, 2019
- 4. Platz: 2016
- 5. Platz: 2011, 2012
- 6. Platz: 2023
- 7. Platz: 2017, 1998
- 9. Platz: 1994
- 11. Platz: 2013, 2015, 2022
- 12. Platz: 1992, 2024
- 13. Platz: 2005
- 14. Platz: 2009, 2010, 2014
- 15. Platz: 2006

## Aktueller Kader
| Spieler | Spieler            | Spieler           | Spieler | Spieler | Spieler  | Spieler                                 |
| Nr.     | Name               | Geburt            | Größe   | Info    | Einsätze | Verein                                  |
| ------- | ------------------ | ----------------- | ------- | ------- | -------- | --------------------------------------- |
|         |                    | Guards (PG, SG)   |         |         |          |                                         |
| 2       | Raphael Falkenthal | 17.06.2005        | 1,90 m  |         |          | Science City Jena                       |
| 5       | Jacob Ensminger    | 04.02.2004        | 2,03 m  |         |          | Santa Clara University                  |
| 6       | Luis Wulff         | 14.03.2004        | 1,95 m  |         |          | HAKRO Merlins Crailsheim                |
| 8       | Nils Machowski     | 21.09.2004        | 1,89 m  |         |          | University of Central Florida           |
| 11      | Sebastian Hartmann | 20.09.2004        | 1,95 m  |         |          | Eastern Washington University           |
| 22      | Justin Onyejiaka   | 06.06.2004        | 1,96 m  |         |          | Fraport Skyliners                       |
| 23      | Martin Kalu        | 28.01.2005        | 1,95 m  |         |          | FC Bayern München                       |
|         |                    | Forwards (SF, PF) |         |         |          |                                         |
| 4       | Alec Anigbata      | 06.10.2004        | 2,02 m  |         |          | BBU 01 Ulm                              |
| 15      | Kilian Brockhoff   | 17.05.2004        | 2,05 m  |         |          | University of California, Santa Barbara |
| 21      | Dominykas Pleta    | 06.10.2004        | 2,06 m  |         |          | MHP Riesen Ludwigsburg                  |
| 25      | Elias Rapieque     | 25.02.2004        | 2,03 m  |         |          | Alba Berlin                             |
|         |                    | Center (C)        |         |         |          |                                         |
| 12      | Rikus Schulte      | 01.06.2004        | 2,06 m  |         |          | Davidson College                        |

| Trainer     | Trainer         | Trainer          |
| Nat.        | Name            | Position         |
| ----------- | --------------- | ---------------- |
| Osterreich  | Martin Schiller | Cheftrainer      |
| Deutschland | Florian Flabb   | Assistenztrainer |

| Legende              | Legende                                    |
| Abk.                 | Bedeutung                                  |
| -------------------- | ------------------------------------------ |
| (C)                  | Mannschaftskapitän                         |
|                      | verletzt während weiter Teile des Turniers |
| Quellen              |                                            |
| Teamhomepage         |                                            |
| Ligahomepage         |                                            |
| Stand: 28. Juli 2024 |                                            |

| Legende              | Legende                                    |
| Abk.                 | Bedeutung                                  |
| -------------------- | ------------------------------------------ |
| (C)                  | Mannschaftskapitän                         |
|                      | verletzt während weiter Teile des Turniers |
| Quellen              |                                            |
| Teamhomepage         |                                            |
| Ligahomepage         |                                            |
| Stand: 28. Juli 2024 |                                            |

## Ehemalige Kader
| Spieler | Spieler               | Spieler           | Spieler | Spieler | Spieler  | Spieler                                 |
| Nr.     | Name                  | Geburt            | Größe   | Info    | Einsätze | Verein                                  |
| ------- | --------------------- | ----------------- | ------- | ------- | -------- | --------------------------------------- |
|         |                       | Guards (PG, SG)   |         |         |          |                                         |
| 0       | Tjark Lademacher      | 09.01.2003        | 2,01 m  |         |          | Saint Mary’s University Halifax         |
| 07      | Justin Onyejiaka      | 06.06.2004        | 1,96 m  |         |          | Skyliners Frankfurt                     |
| 18      | Maximilian Langenfeld | 19.10.2003        | 1,96 m  |         |          | Ratiopharm Ulm                          |
| 25      | Elias Rapieque        | 25.02.2004        | 2,03 m  |         |          | Alba Berlin                             |
| 44      | Jacob Ensminger       | 04.02.2004        | 2,03 m  |         |          | Santa Clara University                  |
|         |                       | Forwards (SF, PF) |         |         |          |                                         |
| 03      | Johnnie Walter        | 27.06.2003        | 2,05 m  |         |          | University of Pennsylvania              |
| 10      | Sananda Fru           | 28.08.2003        | 2,05 m  |         |          | Basketball Löwen Braunschweig           |
| 12      | Michael Rataj         | 12.10.2003        | 2,02 m  |         |          | Oregon State University                 |
| 14      | Kilian Brockhoff      | 17.05.2004        | 2,05 m  |         |          | University of California, Santa Barbara |
| 24      | Benjamin Schröder     | 28.08.2003        | 1,99 m  |         |          | George Washington University            |
|         |                       | Center (C)        |         |         |          |                                         |
| 09      | Alexander Richardson  | 09.09.2003        | 2,07 m  |         |          | SG ART Giants Düsseldorf                |
| 77      | Antonio Dorn          | 25.05.2003        | 2,11 m  |         |          | Kirchheim Knights                       |

| Trainer     | Trainer          | Trainer          |
| Nat.        | Name             | Position         |
| ----------- | ---------------- | ---------------- |
| Deutschland | Alan Ibrahimagic | Cheftrainer      |
| Deutschland | Mario Dugandzic  | Assistenztrainer |
| Deutschland | Marius Huth      | Assistenztrainer |

| Legende          | Legende                                    |
| Abk.             | Bedeutung                                  |
| ---------------- | ------------------------------------------ |
| (C)              | Mannschaftskapitän                         |
|                  | verletzt während weiter Teile des Turniers |
| Quellen          |                                            |
| Teamhomepage     |                                            |
| Ligahomepage     |                                            |
| Stand: Juli 2023 |                                            |

| Legende          | Legende                                    |
| Abk.             | Bedeutung                                  |
| ---------------- | ------------------------------------------ |
| (C)              | Mannschaftskapitän                         |
|                  | verletzt während weiter Teile des Turniers |
| Quellen          |                                            |
| Teamhomepage     |                                            |
| Ligahomepage     |                                            |
| Stand: Juli 2023 |                                            |

| Spieler | Spieler         | Spieler           | Spieler | Spieler | Spieler  | Spieler                       |
| Nr.     | Name            | Geburt            | Größe   | Info    | Einsätze | Verein                        |
| ------- | --------------- | ----------------- | ------- | ------- | -------- | ----------------------------- |
|         |                 | Guards (PG, SG)   |         |         |          |                               |
| 1       | Gian Aydinoglu  | 31.05.2003        | 1,89 m  |         |          | Alba Berlin                   |
| 4       | Elias Baggette  | 28.04.2002        | 1,84 m  |         |          | Eisbären Bremerhaven          |
| 5       | Julius Böhmer   | 19.01.2002        | 1,87 m  |         |          | Würzburg Baskets              |
| 6       | Len Schoormann  | 25.07.2002        | 1,90 m  |         |          | Fraport Skyliners             |
| 7       | Evans Rapieque  | 05.03.2002        | 1,92 m  |         |          | Syntainics MBC                |
| 24      | Elias Rödl      | 25.05.2002        | 1,95 m  |         |          | Saint Anselm College          |
|         |                 | Forwards (SF, PF) |         |         |          |                               |
| 8       | Jordan Samare   | 12.01.2002        | 2,04 m  |         |          | Fraport Skyliners             |
| 10      | Sananda Fru     | 28.08.2003        | 2,05 m  |         |          | Basketball Löwen Braunschweig |
| 12      | Michael Rataj   | 12.10.2003        | 2,01 m  |         |          | University of Oregon          |
| 15      | Bent Leuchten   | 06.11.2002        | 2,14 m  |         |          | UC Irvine                     |
| 17      | Luc van Slooten | 17.04.2002        | 2,02 m  |         |          | Basketball Löwen Braunschweig |
| 22      | Nolan Adekunle  | 25.04.2002        | 1,90 m  |         |          | Alba Berlin                   |
|         |                 | Center (C)        |         |         |          |                               |

| Trainer     | Trainer         | Trainer          |
| Nat.        | Name            | Position         |
| ----------- | --------------- | ---------------- |
| Deutschland | Mario Dugandzic | Cheftrainer      |
| Deutschland | Florian Wedell  | Assistenztrainer |
| Deutschland | Mark Volkl      | Assistenztrainer |

| Legende          | Legende                                    |
| Abk.             | Bedeutung                                  |
| ---------------- | ------------------------------------------ |
| (C)              | Mannschaftskapitän                         |
|                  | verletzt während weiter Teile des Turniers |
| Quellen          |                                            |
| Teamhomepage     |                                            |
| Ligahomepage     |                                            |
| Stand: Juli 2022 |                                            |

| Legende          | Legende                                    |
| Abk.             | Bedeutung                                  |
| ---------------- | ------------------------------------------ |
| (C)              | Mannschaftskapitän                         |
|                  | verletzt während weiter Teile des Turniers |
| Quellen          |                                            |
| Teamhomepage     |                                            |
| Ligahomepage     |                                            |
| Stand: Juli 2022 |                                            |

| Spieler | Spieler            | Spieler           | Spieler | Spieler | Spieler  | Spieler                       |
| Nr.     | Name               | Geburt            | Größe   | Info    | Einsätze | Verein                        |
| ------- | ------------------ | ----------------- | ------- | ------- | -------- | ----------------------------- |
|         |                    | Guards (PG, SG)   |         |         |          |                               |
| 03      | Joshua Obiesie     | 23.05.2000        | 1,98 m  |         |          | Würzburg Baskets              |
| 04      | Bjarne Kraushaar   | 12.06.1999        | 1,91 m  |         |          | Gießen 46ers                  |
| 07      | Nils Haßfurther    | 18.05.1999        | 1,87 m  |         |          | Nürnberg Falcons BC           |
| 09      | Jonas Mattisseck   | 16.01.2000        | 1,95 m  |         |          | Alba Berlin                   |
| 11      | Bruno Vrcic        | 24.11.2000        | 1,98 m  |         |          | FC Bayern München             |
|         |                    | Forwards (SF, PF) |         |         |          |                               |
| 02      | Sam Griesel        | 22.03.2000        | 1,98 m  |         |          | North Dakota State University |
| 05      | Isaiah Ihnen       | 15.10.2000        | 2,06 m  |         |          | University of Minnesota       |
| 12      | Kilian Binapfl     | 01.01.2000        | 1,97 m  |         |          | FC Bayern München             |
| 13      | Lorenz Brenneke    | 02.01.2000        | 2,06 m  |         |          | Alba Berlin                   |
| 14      | Philipp Herkenhoff | 29.06.1999        | 2,08 m  |         |          | Rasta Vechta                  |
| 22      | Mateo Šerić        | 21.03.1999        | 2,04 m  |         |          | Baunach Young Pikes           |
|         |                    | Center (C)        |         |         |          |                               |
| 21      | Lars Thiemann      | 22.05.2000        | 2,12 m  |         |          | University of California      |

| Trainer     | Trainer          | Trainer          |
| Nat.        | Name             | Position         |
| ----------- | ---------------- | ---------------- |
| Deutschland | Alan Ibrahimagic | Cheftrainer      |
| Deutschland | Marius Huth      | Assistenztrainer |
| Deutschland | Mario Dugandzic  | Assistenztrainer |

| Legende          | Legende                                    |
| Abk.             | Bedeutung                                  |
| ---------------- | ------------------------------------------ |
| (C)              | Mannschaftskapitän                         |
|                  | verletzt während weiter Teile des Turniers |
| Quellen          |                                            |
| Teamhomepage     |                                            |
| Ligahomepage     |                                            |
| Stand: Juli 2019 |                                            |

| Legende          | Legende                                    |
| Abk.             | Bedeutung                                  |
| ---------------- | ------------------------------------------ |
| (C)              | Mannschaftskapitän                         |
|                  | verletzt während weiter Teile des Turniers |
| Quellen          |                                            |
| Teamhomepage     |                                            |
| Ligahomepage     |                                            |
| Stand: Juli 2019 |                                            |

| Spieler | Spieler          | Spieler           | Spieler | Spieler | Spieler  | Spieler                       |
| Nr.     | Name             | Geburt            | Größe   | Info    | Einsätze | Verein                        |
| ------- | ---------------- | ----------------- | ------- | ------- | -------- | ----------------------------- |
|         |                  | Guards (PG, SG)   |         |         |          |                               |
| 0       | Felix Hecker     | 07.08.1998        | 1,91 m  |         |          | Fraport Skyliners             |
| 02      | Nelson Weidemann | 25.03.1999        | 1,90 m  |         |          | FC Bayern München             |
| 03      | Bennet Hundt     | 20.08.1998        | 1,80 m  |         |          | Alba Berlin                   |
| 07      | Nils Haßfurther  | 18.05.1999        | 1,87 m  |         |          | Nürnberg Falcons BC           |
| 10      | Ferdinand Zylka  | 11.04.1998        | 1,90 m  |         |          | Oettinger Rockets Gotha       |
| 11      | Kostja Mushidi   | 18.06.1998        | 1,94 m  |         |          | KK Mega Basket                |
|         |                  | Forwards (SF, PF) |         |         |          |                               |
| 08      | Louis Olinde     | 19.03.1998        | 2,07 m  |         |          | Brose Bamberg                 |
| 14      | Moritz Sanders   | 09.05.1998        | 2,11 m  |         |          | Nürnberg Falcons BC           |
| 17      | Mateo Šerić      | 21.03.1999        | 2,03 m  |         |          | BBA Ludwigsburg               |
|         |                  | Center (C)        |         |         |          |                               |
| 44      | Lars Lagerpush   | 28.03.1998        | 2,07 m  |         |          | Basketball Löwen Braunschweig |
| 65      | Filip Stanic     | 14.01.1998        | 2,06 m  |         |          | Oettinger Rockets Gotha       |

| Trainer     | Trainer          | Trainer          |
| Nat.        | Name             | Position         |
| ----------- | ---------------- | ---------------- |
| Deutschland | Alan Ibrahimagic | Cheftrainer      |
| Deutschland | Marius Huth      | Assistenztrainer |
| Deutschland | Demond Greene    | Assistenztrainer |

| Legende          | Legende            |
| Abk.             | Bedeutung          |
| ---------------- | ------------------ |
| (C)              | Mannschaftskapitän |
| Quellen          |                    |
| Teamhomepage     |                    |
| Ligahomepage     |                    |
| Stand: Juli 2018 |                    |

| Legende          | Legende            |
| Abk.             | Bedeutung          |
| ---------------- | ------------------ |
| (C)              | Mannschaftskapitän |
| Quellen          |                    |
| Teamhomepage     |                    |
| Ligahomepage     |                    |
| Stand: Juli 2018 |                    |

| Spieler | Spieler             | Spieler           | Spieler | Spieler | Spieler  | Spieler |
| Nr.     | Name                | Geburt            | Größe   | Info    | Einsätze | Verein  |
| ------- | ------------------- | ----------------- | ------- | ------- | -------- | ------- |
|         |                     | Guards (PG, SG)   |         |         |          |         |
| 03      | Garai Zeeb          | 06.04.1997        | 1,87 m  |         |          |         |
| 05      | Georg Beyschlag     | 04.07.1997        | 1,80 m  |         |          |         |
| 10      | Haris Hujic         | 30.04.1997        | 1,93 m  |         |          |         |
| 12      | Karim Jallow        | 13.04.1997        | 1,98 m  |         |          |         |
| 16      | Lukas Wank          | 19.01.1997        | 1,98 m  |         |          |         |
| 44      | David Krämer        | 14.01.1997        | 1,90 m  |         |          |         |
|         |                     | Forwards (SF, PF) |         |         |          |         |
| 09      | Lucien Schmikale    | 15.04.1997        | 1,94 m  |         |          |         |
| 13      | Tim Schneider       | 01.09.1997        | 2,05 m  |         |          |         |
| 15      | Moritz Wagner       | 26.04.1997        | 2,08 m  |         |          |         |
| 20      | Richard Freudenberg | 31.08.1998        | 2,04 m  |         |          |         |
| 41      | Niklas Kiel         | 04.09.1997        | 2,07 m  |         |          |         |
|         |                     | Center (C)        |         |         |          |         |
| 25      | Leon Kratzer        | 04.02.1997        | 2,10 m  |         |          |         |

| Trainer     | Trainer           | Trainer          |
| Nat.        | Name              | Position         |
| ----------- | ----------------- | ---------------- |
| Deutschland | Henrik Rödl       | Cheftrainer      |
| Deutschland | Patrick Femerling | Assistenztrainer |
| Deutschland | Arne Chorengel    | Assistenztrainer |

| Legende          | Legende            |
| Abk.             | Bedeutung          |
| ---------------- | ------------------ |
| (C)              | Mannschaftskapitän |
| Quellen          |                    |
| Teamhomepage     |                    |
| Ligahomepage     |                    |
| Stand: Juli 2017 |                    |

| Legende          | Legende            |
| Abk.             | Bedeutung          |
| ---------------- | ------------------ |
| (C)              | Mannschaftskapitän |
| Quellen          |                    |
| Teamhomepage     |                    |
| Ligahomepage     |                    |
| Stand: Juli 2017 |                    |

| Spieler | Spieler            | Spieler           | Spieler | Spieler | Spieler  | Spieler |
| Nr.     | Name               | Geburt            | Größe   | Info    | Einsätze | Verein  |
| ------- | ------------------ | ----------------- | ------- | ------- | -------- | ------- |
|         |                    | Guards (PG, SG)   |         |         |          |         |
| 02      | Leon Baeck         | 30.10.1996        | 1,87 m  |         |          |         |
| 05      | Georg Beyschlag    | 04.07.1997        | 1,80 m  |         |          |         |
| 06      | Luis Figge         | 02.06.1997        | 1,93 m  |         |          |         |
| 09      | Jonas Grof         | 03.05.1996        | 2,00 m  |         |          |         |
| 11      | Kostja Mushidi     | 18.06.1998        | 1,94 m  |         |          |         |
| 12      | Karim Jallow       | 13.04.1997        | 1,98 m  |         |          |         |
| 13      | Andreas Obst       | 13.07.1996        | 1,91 m  |         |          |         |
|         |                    | Forwards (SF, PF) |         |         |          |         |
| 0       | Mahir Agva         | 26.06.1996        | 2,06 m  |         |          |         |
| 07      | Joschka Ferner     | 05.01.1996        | 2,03 m  |         |          |         |
| 08      | Jan Niklas Wimberg | 11.02.1996        | 2,06 m  |         |          |         |
| 13      | Tim Schneider      | 01.09.1997        | 2,05 m  |         |          |         |
|         |                    | Center (C)        |         |         |          |         |
| 25      | Leon Kratzer       | 04.02.1997        | 2,10 m  |         |          |         |

| Trainer     | Trainer          | Trainer          |
| Nat.        | Name             | Position         |
| ----------- | ---------------- | ---------------- |
| Deutschland | Henrik Rödl      | Cheftrainer      |
| Deutschland | Fabian Villmeter | Assistenztrainer |
| Deutschland | Arne Chorengel   | Assistenztrainer |

| Legende          | Legende            |
| Abk.             | Bedeutung          |
| ---------------- | ------------------ |
| (C)              | Mannschaftskapitän |
| Quellen          |                    |
| Teamhomepage     |                    |
| Ligahomepage     |                    |
| Stand: Juli 2016 |                    |

| Legende          | Legende            |
| Abk.             | Bedeutung          |
| ---------------- | ------------------ |
| (C)              | Mannschaftskapitän |
| Quellen          |                    |
| Teamhomepage     |                    |
| Ligahomepage     |                    |
| Stand: Juli 2016 |                    |